# Adrie de Vries

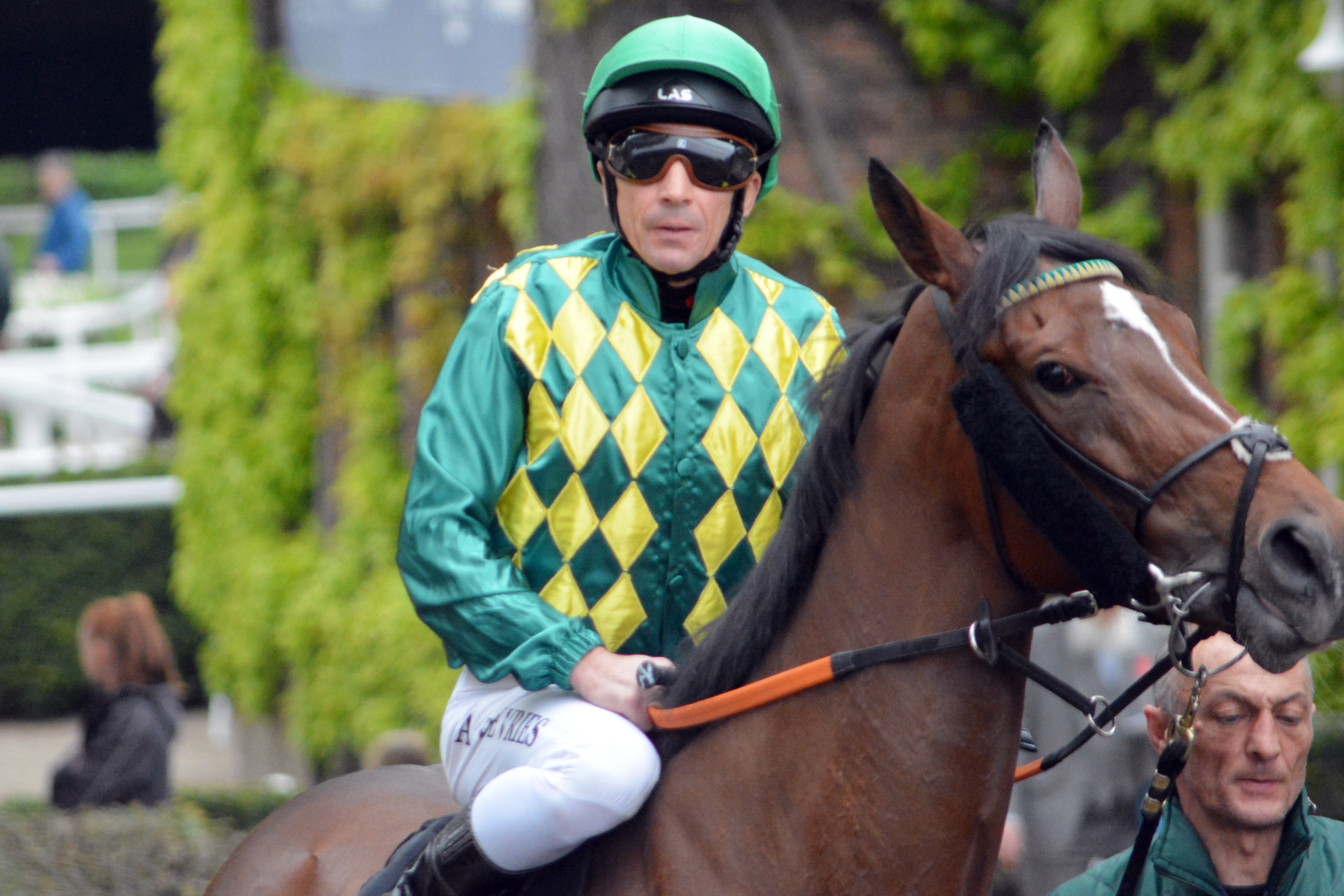
Adrie de Vries im Mai 2019 auf der Galopprennbahn Hoppegarten auf dem Weg zum Aufgalopp.

Adrie de Vries (* 27. Juli 1969 in Heerlen) ist ein niederländischer Jockey im Galopprennsport.

## Leben
De Vries startete mit 15 Jahren seine Ausbildung als Jockey bei Trainer Mets Snackers. Schnell stellten sich Erfolge ein. Er wurde dreizehnmal Championjockey in den Niederlanden. De Vries gehört seit Beginn 2000 zu den besten Jockeys in Deutschland. 2014 gewann er das Deutsche Jockey-Championat.
Erfolge (Auswahl)
- 2015: Sieg im Preis der Winterkönigin (Gruppe III) auf Dhaba
- 2015: Sieg im Premio Lydia Tesio (Gruppe I) auf Odeliz
- 2018: Sieg im Deutschen Derby (Gruppe I) auf Weltstar[2]